# Tylototriton podichthys
Tylototriton podichthys é uma espécie de anfíbio caudado da família Salamandridae. Está presente no Laos. A UICN classificou-a como pouco preocupante.